# Sincope (medicina)
La sincope è una perdita di coscienza transitoria (PdCT), a insorgenza rapida, da ipo-perfusione cerebrale globale, di breve durata e a risoluzione spontanea. In tale definizione è stata volutamente inserita la causa d'incoscienza, cioè l'ipoperfusione cerebrale transitoria, cosa che esclude cause come l'ictus e la commozione cerebrale (la forma più comune di trauma cranico nello sportivo), in precedenza non ben distinte dalla sincope vera e propria.

## Eziologia
La perdita di coscienza della sincope è in genere associata ad alterazioni del flusso sanguigno al cervello, cioè vi è transitoriamente uno scarso afflusso di sangue al cervello.
La riduzione del flusso può essere  dovuta a riduzione della frequenza cardiaca, ad aritmie, cardiopatie strutturali del miocardio e/o delle valvole, a cardiopatie con ostruzione all'efflusso, a massiccia riduzione della pressione arteriosa per deplezione di volume ematico, in seguito a uso di determinati farmaci, per disautonomia. Cause neurologiche possono determinare la sincope situazionale, la sincope vasovagale e da ipersensibilità del seno carotideo, nevralgie trigeminali e glossofaringee.
Affezioni traumatiche o infiammatorie possono causare sincope se interessano i seguenti distretti:
- mucosa nasale, mucosa faringea, mucosa laringea: per bradicardia sinusale riflessa indotta dal nervo vago
- pleura
- stomaco
- testicoli
- utero

Situazione a sé stante è il furto della succlavia, evento che può rappresentare un'emergenza medico-chirurgica in grado di provocare sincope per flusso retrogrado sanguigno dall'arteria vertebrale all'arteria succlavia per scorrere a valle di un'ostruzione di quest'ultima.
Condizioni patologiche che all'aspetto richiamano la sincope, sono dovute a epilessia generalizzata senza crisi convulsive, attacchi di panico e ansia generalizzata, ipossiemie acute per bassa tensione d'ossigeno o avvelenamento da monossido di carbonio.

## Patogenesi
Le cause essenziali di sincope sono la diminuzione dell'output cardiaco e la diminuzione delle resistenze vascolari periferiche totali.
Le 3 grandi categorie patogenetiche sono la "sincope da riflesso inappropriato" o "sincope riflessa", la "sincope secondaria a ipotensione ortostatica", la "sincope cardiaca".
- La "sincope da riflesso inappropriato" si manifesta in seguito a una alterata risposta riflessa; se il riflesso inappropriato si esplicita a livello della frequenza cardiaca, si parla di "sincope riflessa cardioinibitoria"; a livello delle resistenze vascolari periferiche, di "sincope vasodepressiva". Se coinvolge entrambi i meccanismi, si parla di sincope riflessa mista.
  - Il riflesso inappropriato a meccanismo vasovagale si verifica per un'inappropriata stimolazione dei riflessi del nervo vago ed è caratterizzato da un abbassamento della frequenza cardiaca e da ipotensione causata da vasodilatazione e da un effetto diretto del nervo vago sull'attività cardiaca, a partenza da fibre C amieliniche che scaricano al midollo da meccanocettori ventricolari attivati in condizioni di vigorosa contrazione cardiaca contro scarso volume telediastolico.
- La "sincope da ipotensione ortostatica" si manifesta in condizioni di insufficienza autonomica primaria o secondaria o di disautomia simpatica acquisita da farmaci: in ognuno di questi casi il meccanismo fondamentale è quello vasodepressorio. In caso di ristagno venoso o disidratazione, la sincope ortostatica è comunque possibile, ma il suo meccanismo mediatore fondamentale è la diminuzione dell'output cardiaco per diminuito ritorno venoso.
- La "sincope cardiaca" è quella a prognosi più infausta; il suo meccanismo è basato su una diminuzione dell'output cardiaco, e il substrato patogenetico può essere meccanico o aritmico. Il substrato meccanico provoca una riduzione dell'efflusso cardiaco (es. cardiomiopatia ipertrofica ostruttiva, stenosi aortica o torsade de pointes per sindrome del QT lungo); il substrato aritmico causa una riduzione dell'efflusso fino all'asistolia transitoria, come nel caso di blocchi atrioventricolari di II o III grado, malattia del nodo del seno o tachicardia ventricolare polimorfa.

### Sindrome del seno carotideo
È legata a un'ipersensibilità del seno carotideo, che può essere causata da manovre di massaggio del seno stesso (è sufficiente talvolta il gesto del radersi o dell'annodarsi una cravatta), tale per cui si ha una sintomatologia vagale legata a una risposta cardioinibitoria, pari a una pausa del pacemaker sinusale di almeno 3 secondi, o a una risposta vasodepressiva pari a un crollo della pressione arteriosa sistolica di almeno 50 mmHg.

### Sincope da deglutizione
La sincope da deglutizione è un malessere mediato dal nervo vago. A causa di un malfunzionamento degli impulsi trasmessi dal nervo vago, si può avere una variazione dell'attività cardiaca.

## Clinica
Per la diagnosi della sincope non è sufficiente che il soggetto non sia contattabile e che non risponda in modo conscio, ma deve anche aver perso la capacità di mantenere una postura (per esempio seduta o eretta). Questa precisazione permette di distinguere la sincope da alcuni tipi di epilessia, in cui caratteristicamente il tono posturale viene mantenuto (per es. nella cosiddetta crisi di piccolo male il paziente rimane seduto e ad occhi aperti ma non è cosciente). Per definizione la sincope è un evento transitorio: il soggetto deve riacquistare la coscienza per potersi definire tale.

## Trattamento
La  terapia farmacologica varia a seconda della causa e a seconda della gravità e frequenza degli episodi sincopali. Una sincope isolata che non abbia provocato conseguenze non è quasi mai da trattare, a meno che il paziente non sia un soggetto a rischio o che svolga lavori che possono essere pericolosi (uso di macchine operatrici, autista).
In caso di episodi sincopali ricorrenti esistono diversi presidi terapeutici: beta-bloccanti (propranololo), vasocostrittori (efedrina, midodrina), inibitori del reuptake della serotonina (paroxetina), vagolitici (atropina). I beta bloccanti non sono indicati nella sindrome del seno carotideo. In caso di mancato beneficio farmacologico occorre il posizionamento di un pacemaker.
Altri presidi terapeutici sono la dieta (aumento dell’apporto di sale), l'uso di calze elastiche, il sollevamento della parte dei piedi del letto durante la notte.

## La lipotimia
Viene talvolta definita come "lipotimia" un'insorgenza graduale della perdita di coscienza, con durata inferiore, tuttavia questo termine è impreciso e si preferisce usare l'aggettivo "pre-sincopale" per esprimere il complesso dei sintomi prodromici alla sincope; il sostantivo "pre-sincope" o "simil-sincope" invece esprime una sincope "abortita" in cui nonostante i sintomi prodromici non si è manifestata la perdita transitoria di coscienza, e quindi è impossibile parlare di sincope in senso stretto.
Non vi sono infatti differenze sostanziali tra le patologie che causano perdita di coscienza in modo graduale, con sintomi premonitori (per es. sudorazione, malessere, pallore, senso di incombente svenimento), e quelle che causano perdite di coscienza improvvisa senza prodromi. Anche i termini "malore" e "svenimento", utilizzati come sinonimi, sono considerati inesatti nell'attuale terminologia medica.